# Nenișori, Ialomița
Nenișori (în trecut, Cacalete sau Cacaleți) este un sat în comuna Armășești din județul Ialomița, Muntenia, România.